# Jimmy Gleason
Jimmy Gleason (ur. 17 lutego 1898 roku w Filadelfii, zm. 12 września 1931 roku w Syracuse) – amerykański kierowca wyścigowy.

## Kariera
W swojej karierze Gleason startował głównie w Stanach Zjednoczonych w mistrzostwach AAA Championship Car oraz towarzyszącym mistrzostwom słynnym wyścigu Indianapolis 500, będącym w latach 1923-1930 jednym z wyścigów Grandes Épreuves. W trzecim sezonie startów, w 1929 roku w wyścigu Indianapolis 500 stanął na trzecim stopniu podium. Z dorobkiem 166 punktów został sklasyfikowany na ósmej pozycji w klasyfikacji generalnej. W sezonie 1931 dwukrotnie stawał na podium, w tym raz na jego najwyższym stopniu. Uzbierane 329 punktów dało mu piąte miejsce w końcowej klasyfikacji kierowców, a w Indy 500 był szósty.